# Jydsk Miljø Rengøring
Jydsk Miljø Rengøring A/S er en dansk rengøringskoncern med hovedkvarter i Horsens. De udfører en række former for rengøring og erhvervsrengøring, desuden har de ejendomsservice og kantinedrift. I 2024 havde de ca. 400 ansatte.
Virksomheden blev etableret i 2001 under navnet Investeringsselskabet af 20.8.2001 A/S. I 2010 skiftede de navn til Jydsk Miljø Rengøring A/S. Selskabet blev etableret af Bent Lygum Poder, der også er ejer af Jydsk Miljø Rengøring.